# Агафонова, Анастасия Николаевна
Анастаси́я Никола́евна Агафоно́ва (род. 4 августа 2003) — российская спортивная гимнастка. Кандидат в мастера спорта. Серебряная медалистка чемпионата мира 2019 года в командных соревнованиях.

## Биография
Воспитанница Владимирской спортивной школы олимпийского резерва по спортивной гимнастике им. Н.  Г. Толкачёва.

### 2017
На первенстве России среди юниоров 2017 года завоевала серебро в личном многоборье, бронзу на брусьях и серебро на бревне. В командном многоборье заняла с командой ЦФО 5-е место, в опорном прыжке была 7-й, в вольных упражнениях 4-й.

### 2018
Первенство России среди юниоров 2018 года пропустила из-за травмы.

### 2019
На чемпионате России 2019 года стала обладательницей двух серебряных медалей — в командном многоборье и на брусьях. В личном многоборье была 9-й.
В конце мая представляла Россию на этапе Кубка вызова по спортивной гимнастике в Осиеке (Хорватия), завоевав золото на брусьях.         
Была включена в состав сборной России на чемпионат мира 2019 года, который прошёл в октябре в Штутгарте, и в её составе завоевала серебряную медаль в командном многоборье.